# IC 2209
IC 2209 est une petite galaxie spirale barrée située dans la constellation de la Girafe. Sa vitesse par rapport au fond diffus cosmologique est de 1 452 ± 6 km/s, ce qui correspond à une distance de Hubble de 21,4 ± 1,5 Mpc (∼69,8 millions d'al). IC 2209 a été découverte par l'astronome français Guillaume Bigourdan en 1894.
La classe de luminosité d'IC 2209 est II et elle présente une large raie HI. C'est aussi une galaxie à sursauts de formation d'étoiles. IC 2209 est une galaxie dont le noyau brille dans le domaine de l'ultraviolet. Elle est inscrite dans le catalogue de Markarian sous la cote Mrk 13 (MK 13).
À ce jour, une mesure non basée sur le décalage vers le rouge (redshift) donne une distance d'environ 24,900 Mpc (∼81,2 millions d'al). Cette valeur est tout juste à l'extérieur des valeurs de la distance de Hubble.

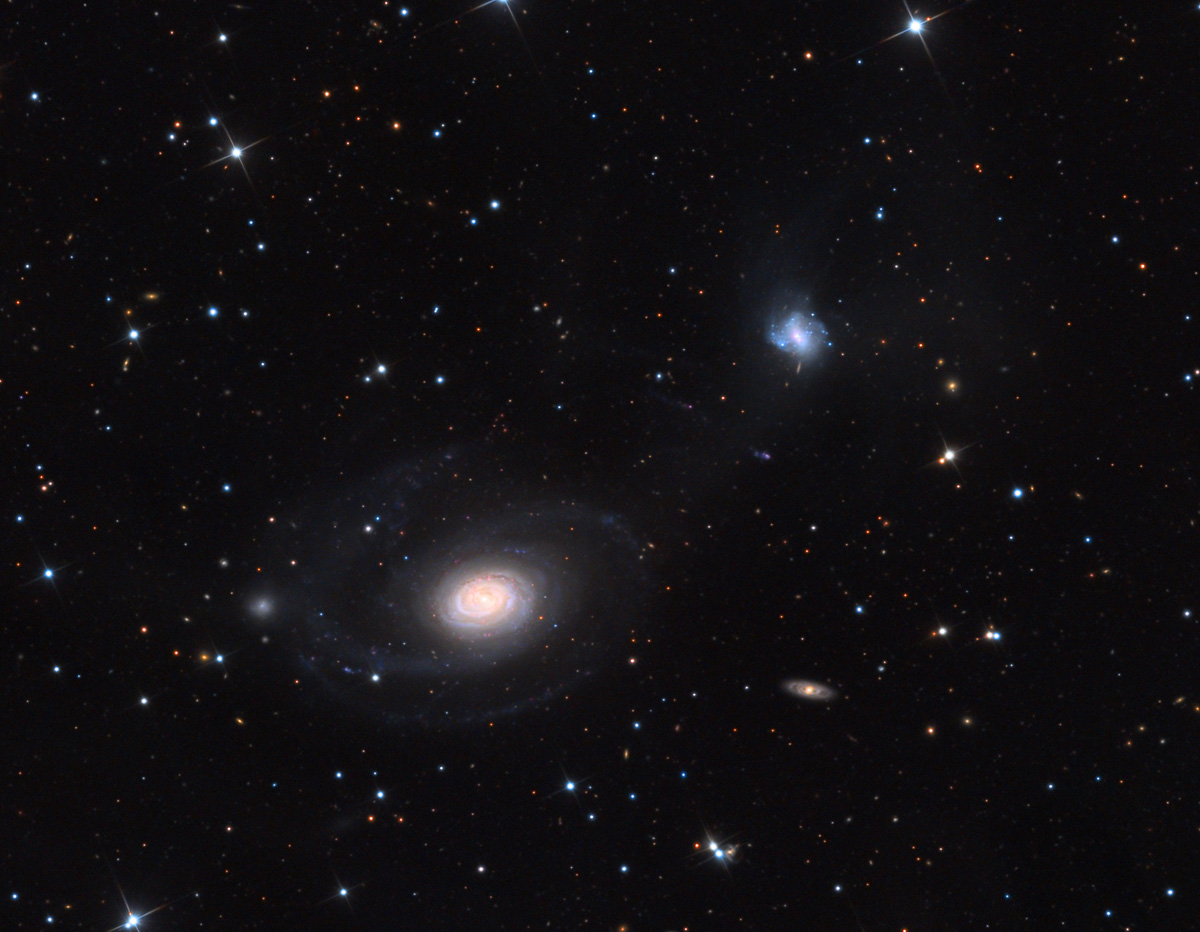
NGC 2460 par Adam Block. La petite galaxie bleutée en haut à droite est IC 2209 et celle qui est en bas à droite est MCG 10-12-22. (Observatoire du mont Lemmon/Université de l'Arizona)

## Groupe de NGC 2460
IC 2209 forme une paire de galaxie avec NGC 2460. Cette paire fait partie d'un groupe de galaxies d'au moins 5 membres, le groupe de NGC 2460. Les trois autres galaxies du groupe sont UGC 4153, UGC 4159 et UGC 4169.